# 29980 Dougsimons
A 29980 Dougsimons (ideiglenes jelöléssel 1999 SV6) a Naprendszer kisbolygóövében található aszteroida. Charles W. Juels fedezte fel 1999. szeptember 30-án.